# Nomenclature des cyclones tropicaux
Pour voir les phénomènes météorologiques reliés, voir Tempête (homonymie).

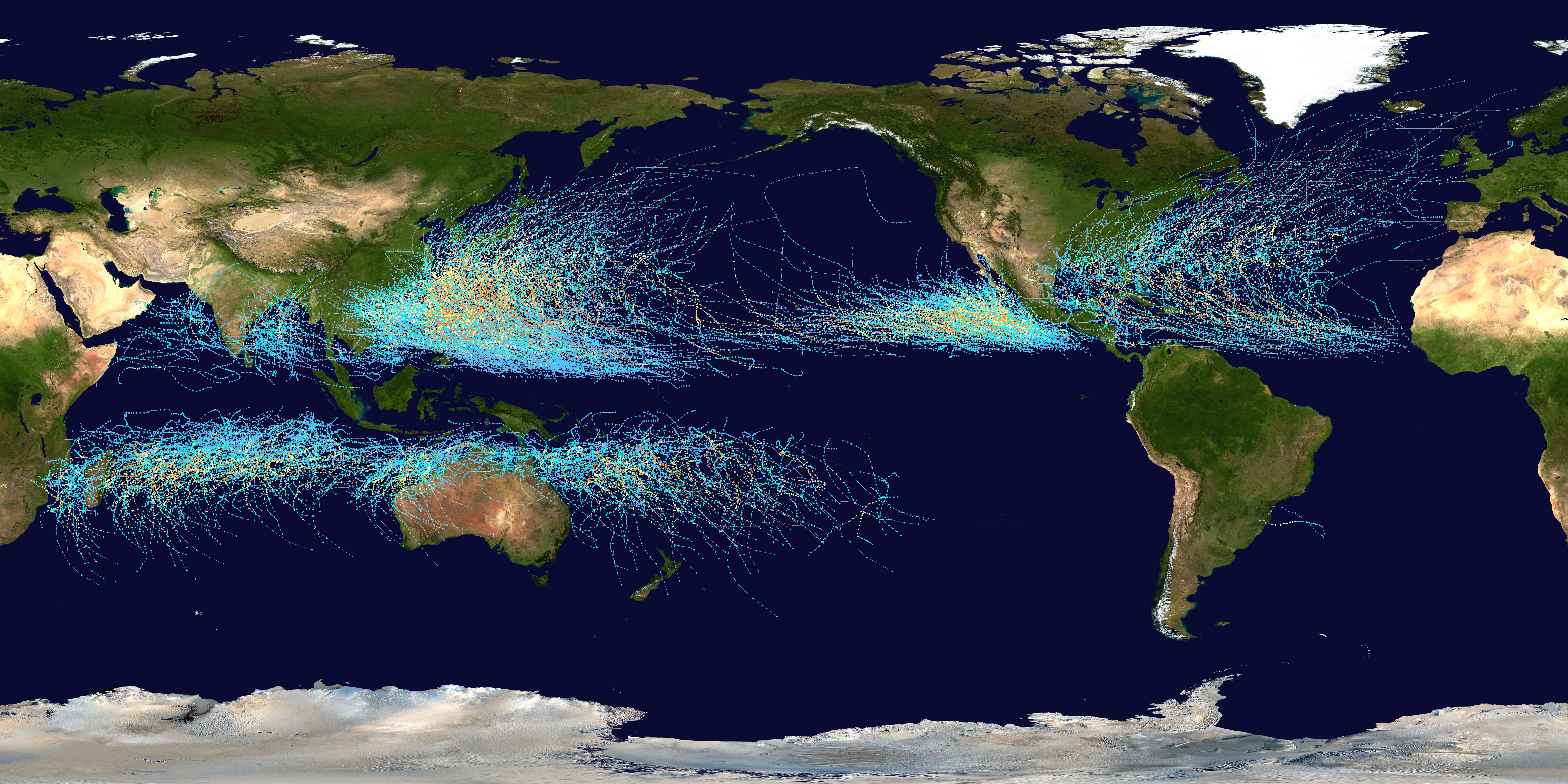
Trajectoire cumulative des cyclones tropicaux à travers le monde

La nomenclature des cyclones tropicaux désigne les noms que prennent les différentes phases dans la vie des cyclones tropicaux. Cet article traite également des termes associés aux cyclones subtropicaux et extratropicaux qui peuvent être à l'origine ou à la dissipation des cyclones tropicaux. Finalement, il liste des noms de tempêtes de certaines saisons cycloniques.

## Phases de vie

### Onde tropicale

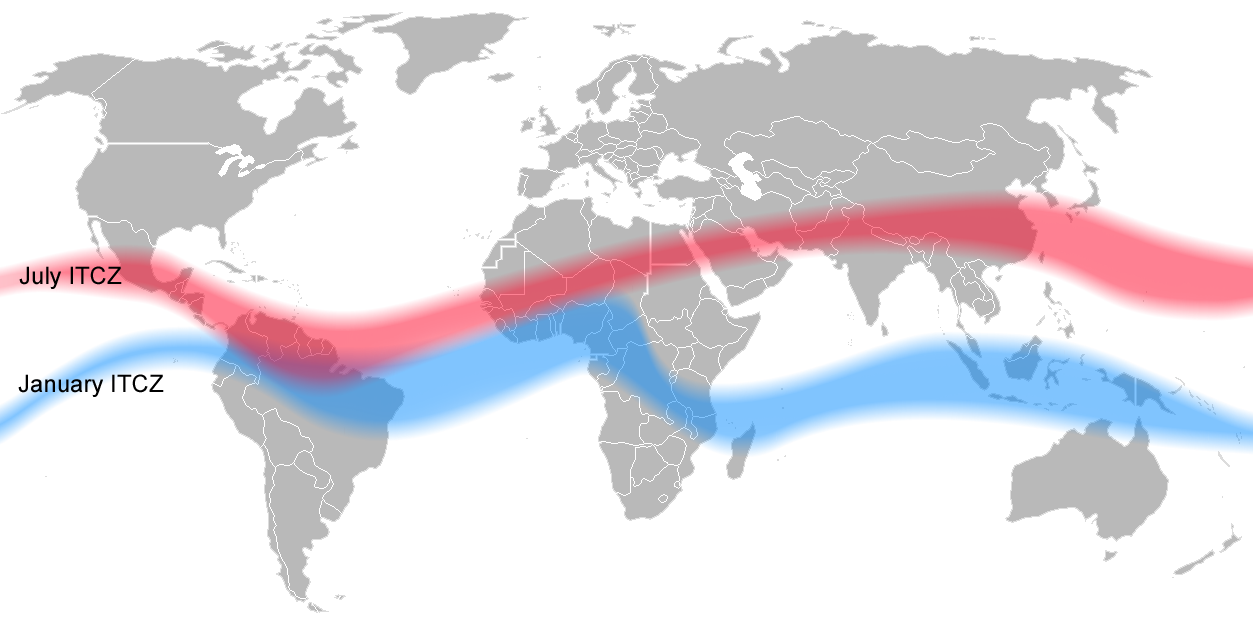
Position de la ZCIT en janvier (en bleu) et en juillet (en rouge)

Une onde tropicale est une courbe dans l’écoulement normalement droit de l’air de surface sous les tropiques, sous la forme d'un creux barométrique. Lorsqu'elle est accompagnée d’averses et d’orages, on parle plutôt de perturbation tropicale.
Les ondes tropicales prennent naissance dans la zone de convergence intertropicale (ZCIT), une ceinture de basses pressions encerclant la Terre à proximité de l'équateur. Elles se déplacent sous l'influence des vents alizés, vers l'ouest. Une onde tropicale qui se déplace trop rapidement ne peut produire la circulation cyclonique nécessaire à la production de tempêtes tropicales. Toutefois, une telle onde tropicale génère souvent des vents de tempête tropicale sur son sillage.

#### Océan Atlantique
Dans l'océan Atlantique, une onde tropicale typique apparaît en Afrique de l'Ouest, et se déplace vers l'ouest. Environ 60 % des cyclones tropicaux du bassin de l'Atlantique proviennent d'ondes tropicales. Il arrive également que des cyclones tropicaux dégénèrent en ondes tropicales.

#### Est de l'océan Pacifique
La plupart des ondes tropicales de l'est de l'océan Pacifique sont des ondes tropicales de l'océan Atlantique qui ont migré à travers l'Amérique centrale.

### Perturbation tropicale
Une perturbation tropicale est un système météorologique ayant les caractéristiques suivantes :
- présence de nuages convectifs plus ou moins organisés ;
- couvre une grande superficie, en général de 200 à 600 Km de diamètre ;
- présence d'une zone de basses pressions peu marquée ;
- absence de fronts météorologiques ;
- apparence d'une circulation cyclonique des vents de surface ;
- durée d'un jour (24 heures) ou plus.

Une perturbation tropicale dont les vents de surface suivent une circulation cyclonique détectable est appelée dépression tropicale.

### Dépression tropicale
Une dépression tropicale est une perturbation tropicale qui possède les caractéristiques suivantes :
- La présence d'une dépression, distinguable sur la carte des isobares par un cercle fermé ;
- Des vents de surface tournent cycloniquement (sens anti-horaire dans l'hémisphère Nord, sens horaire dans l'hémisphère Sud) autour du centre dépressionnaire ;
- Le maximum de la vitesse moyenne des vents soutenus pendant une minute est au maximum de 17 mètres par seconde (voir tableau).

Une dépression tropicale dont la vitesse des vents soutenus dépasse 17 mètres par seconde est désignée sous le nom de tempête tropicale.

### Tempête tropicale
Une tempête tropicale est une dépression tropicale qui possède les caractéristiques suivantes :
- le maximum de la vitesse moyenne des vents soutenus pendant une minute est supérieur à 17 mètres par seconde et inférieur à 33 mètres par seconde (voir tableau) ;
- près des côtes, elle peut être accompagnée d'une onde de tempête jusqu'à 1,2 mètre (localement, cet effet peut être accentué par l'hydrographie des lieux et les fluctuations des marées).

Si une tempête tropicale vient à accumuler suffisamment d'énergie, elle pourra générer des vents soutenus de plus de 33 m/s et sera considérée comme un cyclone tropical. On pourra alors observer, la plupart du temps, une zone dégagée au centre du cyclone, l'œil. Dépendamment du bassin cyclonique où elle est placée, on lui assignera le nom d'ouragan, de typhon, ou de cyclone.

### Cyclone tropical

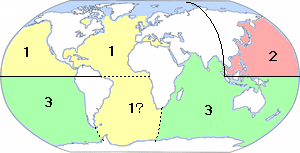
Noms donnés aux cyclones tropicaux par bassin: 1) Ouragan 2) Typhon 3) Cyclone.

Un cyclone tropical est l'évolution d'une tempête tropicale et possède les caractéristiques suivantes :
- Le maximum de la vitesse moyenne des vents soutenus pendant une minute est supérieur à 33 mètres par seconde ;
- Près des côtes, on observe une onde de tempête d'au moins 1,2 mètre (localement, cet effet peut être accentué par l'hydrographie des lieux et les fluctuations des marées).

Diverses dénominations sont données aux cyclones tropicaux, selon le bassin cyclonique où ils sévissent :
- Ouragan : océan Atlantique Nord et océan Pacifique Nord à l'est de la ligne de changement de date ;
- Typhon : océan Pacifique Nord à l'ouest de la ligne de changement de date ;
- Cyclone tropical violent : océan Pacifique Sud à l'ouest de 160°E et océan Indien Sud à l'est de 90°E ;
- Tempête cyclonique violente : océan Indien Nord ;
- Cyclone tropical : océan Indien Sud à l'ouest de 90°E et océan Pacifique Sud à l'est de 160°E ;
- Cyclone : océan Atlantique Sud (formulation officieuse).

Ou selon les pays et cultures :
- Bagyo : Philippines ;
- Taino : Haïti ;
- Le terme Willy-willy, souvent retrouvé dans la littérature comme un terme local en Australie, est erroné car il désigne en fait un tourbillon de poussière[2],[3],[4]

La force des cyclones est classée par l'échelle de Saffir-Simpson allant de 1 à 5 :
- Définitions selon le Service météorologique du Canada[6] le National Weather Service américain[7]
- Onde de tempête : rehaussement du niveau de la mer dû aux vents et à la pression du cyclone. Elle s'ajoute au niveau de la marée régulière le long des côtes lorsqu'un tel système s'en approche.

## Classification selon le bassin
Voici la nomenclature plus spécifique utilisée par chacun des Centres météorologiques régionaux spécialisés chargés par l'Organisation météorologique mondiale de surveiller et nommer les systèmes tropicaux. À noter que les organismes américains comme le National Hurricane Center, le Central Pacific Hurricane Center et le Joint Typhoon Warning Center, utilisent les vents soutenus sur une minute pour effectuer leur évaluation alors que les autres centres utilisent les vents soutenus sur dix minutes, sauf le Service météorologique indien qui utilise 3 minutes..
| Classifications des systèmes tropicaux sur le bassin (vent moyen sur 10 minute), | Classifications des systèmes tropicaux sur le bassin (vent moyen sur 10 minute), | Classifications des systèmes tropicaux sur le bassin (vent moyen sur 10 minute), | Classifications des systèmes tropicaux sur le bassin (vent moyen sur 10 minute), | Classifications des systèmes tropicaux sur le bassin (vent moyen sur 10 minute), | Classifications des systèmes tropicaux sur le bassin (vent moyen sur 10 minute), | Classifications des systèmes tropicaux sur le bassin (vent moyen sur 10 minute), | Classifications des systèmes tropicaux sur le bassin (vent moyen sur 10 minute), | Classifications des systèmes tropicaux sur le bassin (vent moyen sur 10 minute),                  |
| Échelle de Beaufort                                                              | Vent soutenu sur 10 minutes (nœuds)                                              | Océan Indien nord Service météorologique indien                                  | Océan Indien sud-ouest Météo-France                                              | Australie Bureau of Meteorology                                                  | Pacifique sud-ouest Fiji Meteorological Service                                  | Pacifique nord-ouest Agence météorologique du Japon                              | Pacifique nord-ouest Joint Typhoon Warning Center                                | Pacific nord-est et Atlantique nord National Hurricane Center et Central Pacific Hurricane Center |
| -------------------------------------------------------------------------------- | -------------------------------------------------------------------------------- | -------------------------------------------------------------------------------- | -------------------------------------------------------------------------------- | -------------------------------------------------------------------------------- | -------------------------------------------------------------------------------- | -------------------------------------------------------------------------------- | -------------------------------------------------------------------------------- | ------------------------------------------------------------------------------------------------- |
| 0–6                                                                              | <28                                                                              | Dépression                                                                       | Perturbation tropicale                                                           | Dépression tropicale                                                             | Dépression tropicale                                                             | Dépression tropicale                                                             | Dépression tropicale                                                             | Dépression tropicale                                                                              |
| 7                                                                                | 28–29                                                                            | Dépression profonde                                                              | Dépression tropicale                                                             | Dépression tropicale                                                             | Dépression tropicale                                                             | Dépression tropicale                                                             | Dépression tropicale                                                             | Dépression tropicale                                                                              |
| 7                                                                                | 30–33                                                                            | Dépression profonde                                                              | Dépression tropicale                                                             | Dépression tropicale                                                             | Dépression tropicale                                                             | Dépression tropicale                                                             | Tempête tropicale                                                                | Tempête tropicale                                                                                 |
| 8–9                                                                              | 34–47                                                                            | Tempête cyclonique                                                               | Tempête tropicale modérée                                                        | Cyclone tropical (1)                                                             | Cyclone tropical                                                                 | Tempête tropicale                                                                | Tempête tropicale                                                                | Tempête tropicale                                                                                 |
| 10                                                                               | 48–55                                                                            | Tempête cyclonique sévère                                                        | Forte Tempête tropicale                                                          | Cyclone tropical (2)                                                             | Cyclone tropical                                                                 | Tempête tropicale sévère                                                         | Tempête tropicale                                                                | Tempête tropicale                                                                                 |
| 11                                                                               | 56–63                                                                            | Tempête cyclonique sévère                                                        | Forte Tempête tropicale                                                          | Cyclone tropical (2)                                                             | Cyclone tropical                                                                 | Tempête tropicale sévère                                                         | Typhon                                                                           | Ouragan catégorie 1                                                                               |
| 12                                                                               | 64–72                                                                            | Tempête cyclonique très sévère                                                   | Cyclone tropical                                                                 | Cyclone tropical sévère (3)                                                      | Cyclone tropical                                                                 | Typhon                                                                           | Typhon                                                                           | Ouragan catégorie 1                                                                               |
| 12                                                                               | 73–85                                                                            | Tempête cyclonique très sévère                                                   | Cyclone tropical                                                                 | Cyclone tropical sévère (3)                                                      | Cyclone tropical                                                                 | Typhon                                                                           | Typhon                                                                           | Ouragan catégorie 2                                                                               |
| 12                                                                               | 86–89                                                                            | Tempête cyclonique très sévère                                                   | Cyclone tropical                                                                 | Cyclone tropical sévère (4)                                                      | Cyclone tropical                                                                 | Typhon                                                                           | Typhon                                                                           | Ouragan catégorie 3 (majeur)                                                                      |
| 12                                                                               | 90–99                                                                            | Tempête cyclonique très sévère                                                   | Cyclone tropical intense                                                         | Cyclone tropical sévère (4)                                                      | Cyclone tropical                                                                 | Typhon                                                                           | Typhon                                                                           | Ouragan catégorie 3 (majeur)                                                                      |
| 12                                                                               | 100–106                                                                          | Tempête cyclonique extrêmement sévère                                            | Cyclone tropical intense                                                         | Cyclone tropical sévère (4)                                                      | Cyclone tropical                                                                 | Typhon                                                                           | Typhon                                                                           | Ouragan catégorie 4 (majeur)                                                                      |
| 12                                                                               | 107-115                                                                          | Tempête cyclonique extrêmement sévère                                            | Cyclone tropical intense                                                         | Cyclone tropical sévère (5)                                                      | Cyclone tropical                                                                 | Typhon                                                                           | Typhon                                                                           | Ouragan catégorie 4 (majeur)                                                                      |
| 12                                                                               | 116-119                                                                          | Tempête cyclonique extrêmement sévère                                            | Cyclone tropical très intense                                                    | Cyclone tropical sévère (5)                                                      | Cyclone tropical                                                                 | Typhon                                                                           | Super Typhon                                                                     | Ouragan catégorie 4 (majeur)                                                                      |
| 12                                                                               | >120                                                                             | Super tempête cyclonique                                                         | Cyclone tropical très intense                                                    | Cyclone tropical sévère (5)                                                      | Cyclone tropical                                                                 | Typhon                                                                           | Super Typhon                                                                     | Ouragan catégorie 5 (majeur)                                                                      |

## Autres définitions

### Principale région de développement
On nomme la « principale région de développement » (en anglais : MDR) la zone d'eau chaude des océans qui présente les conditions optimales requises pour le développement des cyclones tropicaux, généralement entre les latitudes de 8 à 20° de part et d'autre de l'Équateur. On y retrouve une forte humidité, des vents légers et une température de surface de la mer élevée.
Dans l'océan Atlantique, elle s'étend de la côte ouest de l'Afrique du Nord aux Petites Antilles, là où environ 79 % de tous les ouragans majeurs se développent à partir des ondes d'est africaines. Certains incluent également la mer des Caraïbes ce qui permet de retrouver la zone de développement de 71 % de l'activité totale tropicale, allant de dépression tropicale à ouragan.

### Ouragan majeur
« Ouragan majeur » est le terme utilisé par le National Hurricane Center pour désigner les ouragans de catégorie 3 et au-dessus sur l'échelle de Saffir-Simpson, c’est-à-dire ceux dont les vents soutenus dépassent les 178 km/h (111 mph, 96 kt ou 50 m/s).

### Ouragan capverdien
Un ouragan capverdien est un ouragan dont on peut retracer l'origine à proximité des îles du Cap-Vert (1000 km à la ronde), près de l'Afrique de l'Ouest, et qui devient ouragan au-dessus de l'océan Atlantique.

### Tempête subtropicale
Une tempête subtropicale est un système de basses pressions se développant à mi-chemin entre les tropiques et les latitudes moyennes, et qui possède certaines caractéristiques des tempêtes tropicales. Si les conditions se présentent, une tempête subtropicale peut devenir tropicale.

### Tempête extratropicale
Une tempête extratropicale ou cyclone extratropical est une dépression des latitudes moyennes dont la source principale d'énergie est dans les différences de pression atmosphérique. Le cisaillement vertical des vents y est significatif et la répartition de la chaleur et de l'humidité est très asymétrique par rapport au centre du système.

## Listes de noms des cyclones tropicaux par bassin

### Historique
Le fait de donner un prénom aux cyclones tropicaux remonte à plus de deux siècles (XVIIIe). Cela répond à un besoin de différencier chaque événement des précédents. Ainsi les Espagnols donnaient au cyclone le nom du saint patron du jour. Ainsi les ouragans ayant frappé Porto Rico le 13 septembre 1876, puis à la même date en 1928, s'appellent tous les deux San Felipe. Celui de 1928 avait frappé la veille la Guadeloupe et reste appelé le « Grand Cyclone » de 1928 à cet endroit.
La première utilisation de noms de personnes donnés à ces système fut faite par Clement Lindley Wragge, un météorologiste australien du début du XXe siècle. Il prenait des prénoms de femmes, des noms de politiciens qu'il n'aimait pas, des noms historiques et de la mythologie,.
L'armée américaine, du début du XXe siècle jusqu'à la Seconde Guerre mondiale, avait l'habitude d'utiliser l'alphabet phonétique des transmissions militaires avec l'année. De leur côté, les météorologistes de l'American Air Force (précurseur de la US Air Force) et de la US Navy du théâtre Pacifique, pendant la Seconde guerre mondiale, donnaient des prénoms féminins aux cyclones tropicaux, généralement celui de leur femme ou de leur petite amie. En 1950, le système d'alphabet phonétique (Able-Baker-Charlie-Dog, etc.) fut officialisé dans l'Atlantique nord par le service météorologie américain (National Weather Service). En 1953, la liste répétitive fut remplacée par une autre liste utilisant exclusivement des prénoms féminins et en 1954, la liste précédente fut reprise mais il fut décidé de changer de liste chaque année.
Depuis 1979, à la suite des critiques des mouvements féministes, les ouragans sont baptisés avec des prénoms alternativement masculins et féminins (en anglais, espagnol et français) dans le bassin atlantique. Un principe de cycles fut aussi établi. Basé sur 6 ans et six listes, les années paires débutent par un prénom masculin et impaires un prénom féminin. Ainsi la liste de 2000 est la même que celle de 1994 ; la liste de 2001 reprend celles de 1989 et 1995. Les six listes prévoient 21 prénoms courants de A à W mais sans Q ni U, plutôt pauvres en prénoms. Ensuite, il est prévu d'utiliser les lettres grecques. En 2005, année de record avec 27 systèmes nommés, 3 dépressions tropicales et une tempête tropicale non nommée, la liste fut totalement utilisée jusqu'à Wilma, puis jusqu'à la lettre grecque Zeta.
Comme les cyclones tropicaux ne se limitent pas au bassin Atlantique, des listes similaires sont confectionnées pour les différents secteurs des océans Atlantique, Pacifique et Indien. Dans le bassin de l'océan Atlantique, le National Hurricane Center (NHC) de Miami est officiellement chargé de nommer les cyclones. Le bassin de l'océan Pacifique est divisé en plusieurs secteurs vu son étendue. Le NHC de Miami nomme ceux de la portion est, le Central Pacific Hurricane Center de Honolulu baptise ceux du centre-nord, le centre japonais ceux du nord-ouest mais l'Administration des services atmosphériques, géophysiques et astronomiques des Philippines dispose de ses propres listes de noms. Finalement, les cyclones tropicaux du sud-ouest du Pacifique reviennent au Bureau of Meteorology (BOM) australien et aux centres météorologiques des Fidji et de Papouasie-Nouvelle-Guinée.
La dénomination dans l'océan Indien revient au BOM, au service météorologique indien et au centre météorologique de l'Île Maurice, selon le secteur. Dans les secteurs nord, sous-continent indien et Arabie, les cyclones n'étaient pas nommés avant 2006 alors que ceux dans le sud-ouest ont des noms depuis la saison 1960/61.
Les noms restent des prénoms dans l'Atlantique nord et le Pacifique nord-est, mais ailleurs les différents pays soumettent des noms de fleurs, d'oiseaux, etc., pas nécessairement dans un ordre alphabétique, à l'OMM,. Lors de graves cyclones, les noms de ces derniers sont supprimés des listes et remplacés afin de ne pas choquer la population en lui rappelant de trop mauvais souvenirs. Ainsi, dans la liste 2004, Matthew a remplacé le nom de Mitch car l'Ouragan Mitch tua environ 18 000 personnes dans l'Amérique centrale en 1998.
Normalement, lorsqu'un système tropical passe d'un bassin océanique à un autre, son nom change pour suivre la nomenclature dans le nouveau bassin. Jusqu'en 1996, le National Hurricane Centre appliquait cette règle pour les systèmes passant de l'Atlantique au Pacifique par l'Amérique centrale, un phénomène rare. Le dernier duo dans ce cas fut l'ouragan Cesar-Douglas de 1996. Depuis ce temps, le nom est conservé et l'ouragan Otto de 2016 est le premier système tropical à conserver le même nom en passant d'un bassin à l'autre. En 2010, la tempête tropicale Hermine débuta comme une onde tropicale sur la côte Pacifique mais ne reçut un nom qu'après être passé dans le golfe du Mexique.

### Atlantique

#### Nord

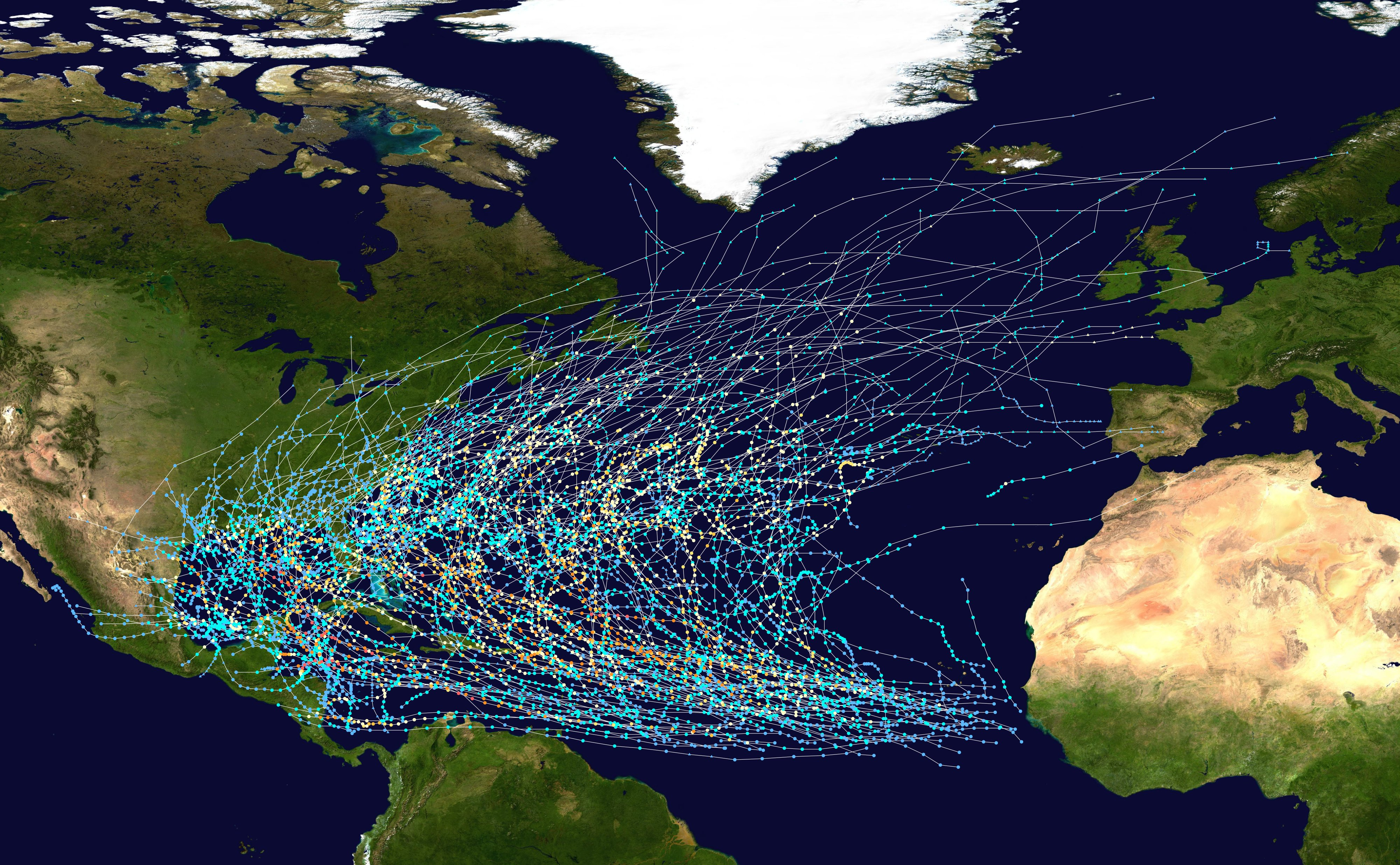
Trajectoires des ouragans de l'Atlantique (1980-2005).

Depuis 1979, les cyclones tropicaux sont baptisés avec des prénoms alternativement masculins et féminins en anglais, espagnol et français. Un principe de cycles fut aussi établi, basé sur six ans et six listes : les années paires débutent par un prénom masculin, les impaires par un prénom féminin. Ainsi la liste de 2000 est la même que celle de 1994 ; la liste de 2001 reprend celles de 1989 et 1995. Lors de graves cyclones, les noms de ces derniers sont supprimés de la liste et remplacés afin de ne pas choquer la population en lui rappelant de trop mauvais souvenirs.
Les six listes prévoient 21 prénoms courants de A à W mais sans Q ni U, plutôt pauvres en prénoms. Ensuite, il est prévu d'utiliser les lettres grecques. En 2005, année de record avec 27 cyclones, la liste fut totalement utilisée jusqu'à Wilma, puis jusqu'à la lettre grecque Zêta.
| Liste I (2025) | Liste II (2026) | Liste III (2027) | Liste IV (2028) | Liste V (2029) | Liste VI (2030) |
| --- | --- | --- | --- | --- | --- |
| Andrea Barry Chantal Dexter Erin Fernand Gabrielle Humberto Imelda Jerry Karen Lorenzo Melissa Nestor Olga Pablo Rebekah Sebastien Tanya Van Wendy | Arthur Bertha Christobal Dolly Edouard Fay Gonzalo Hanna Isaias Josephine Kyle Leah Marco Nana Omar Paulette Rene Sally Teddy Vicky Wilfred | Ana Bill Claudette Danny Elsa Fred Grace Henri Imani Julian Kate Larry Mindy Nicholas Odette Peter Rose Sam Teresa Victor Wanda | Alex Bonnie Colin Danielle Earl Farrah Gaston Hermine Idris Julia Karl Lisa Martin Nicole Owen Paula Richard Shary Tobias Virginie Walter | Arlene Bret Cindy Don Emily Franklin Gert Harold Idalia Jose Katia Lee Margot Nigel Ophelia Philippe Rina Sean Tammy Vince Whitney | Alberto Brianna Chris Debby Ernesto Francine Gordon Holly Isaac Joyce Kirk Leslie Miguel Nadine Oscar Patty Rafael Sara Tony Valerie William |

Jusqu'en 2020, lorsque la liste annuelle était épuisée, le National Hurricane Center des États-Unis utilisait les lettres de l'alphabet grec pour les systèmes après W. Cela a porté à confusion dans certaines langues du bassin Atlantique et, à sa réunion du printemps 2021, le comité sur les ouragans de l'Organisation météorologique mondiale décida de créer une liste complémentaire de noms par ordre alphabétique pour toutes les lettres de l'alphabet (à l'exclusion des lettres Q, U, X, Y et Z peu usitées).
| Liste supplémentaire | - Adria - Braylen - Caridad - Deshawn - Emery - Foster - Gemma - Heath - Isla - Jacobus - Kenzie - Lucio - Makayla - Nolan - Orlanda - Pax - Ronin - Sophie - Tayshaun - Viviana - Will |

#### Sud
Les cyclones tropicaux sont très rares au sud de l'Équateur dans l'océan Atlantique. Il n'y a donc pas de liste prévue pour les nommer. Quand un ouragan s'y est produit en 2004, il prit le nom de cyclone Catarina selon l'endroit où il toucha terre, soit l'État de Santa Catarina au Brésil. Quelques météorologistes l'ont cependant appelé ouragan Aldonça en utilisant le même principe que dans l'Atlantique nord, soit par un nom débutant en A.

### Pacifique nord

#### À l'est de 140 ouest

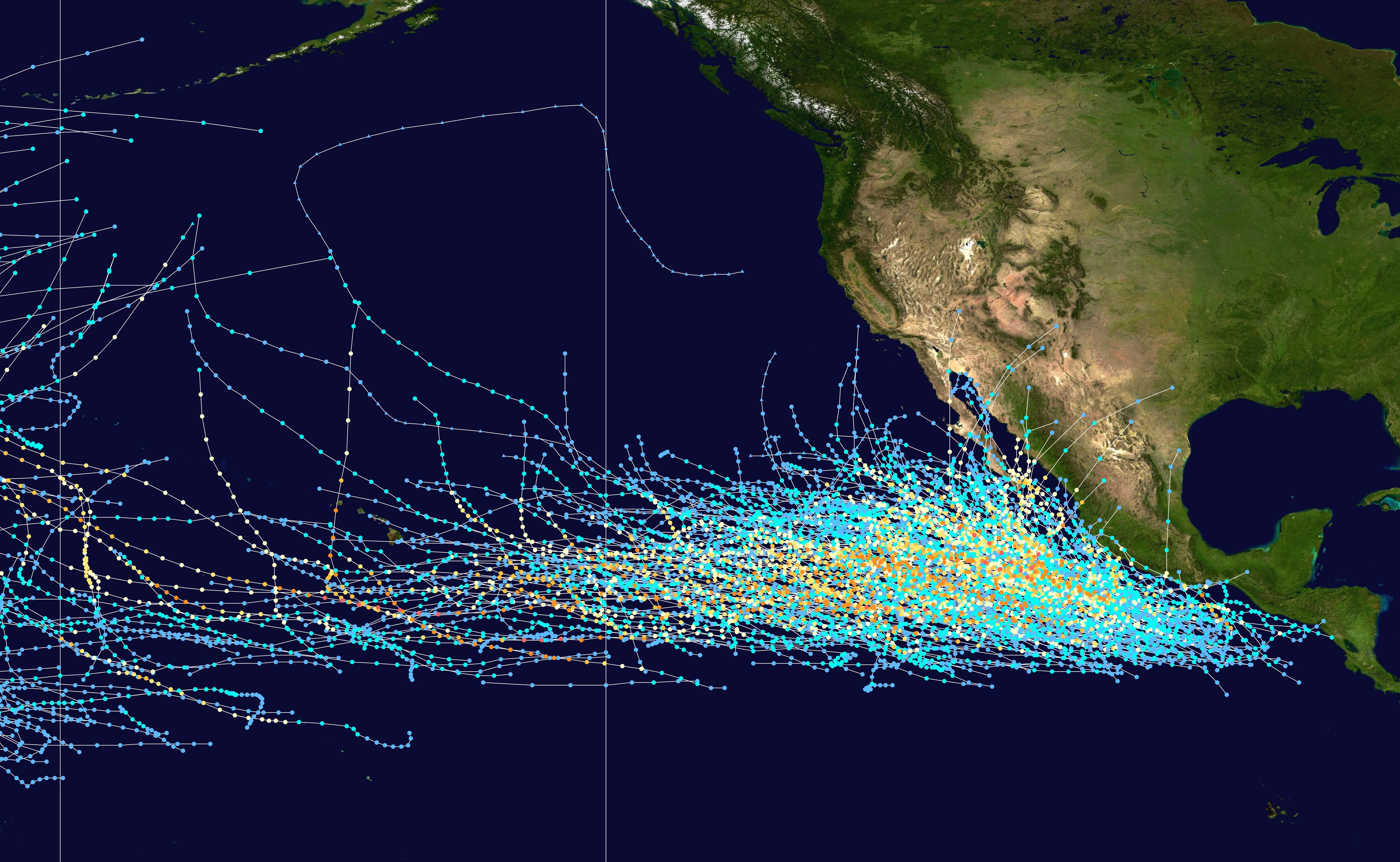
Trajectoires des ouragans à l'est de l'océan Pacifique (1980-2005), la ligne verticale indique la longitude 140 ouest.

Les noms des cyclones tropicaux dans ce secteur de l'océan Pacifique suivent une règle identique à celle dans le nord de l'océan Atlantique mais avec sa propre liste. Les premières listes de noms furent introduites un an avant celles dans l'Atlantique, soit en 1978. Il y a six listes qui sont utilisées en rotation mais seulement deux listes contiennent des noms avec X, Y et Z, ce qui fait que la portion avec ces noms est répétée tous les deux ans. Ce n'est qu'à partir de 1985 que des noms commençant par X, Y et Z furent ajoutés alors que le nombre d'ouragans pourraient dépasser la longueur des listes originales. En 1978, la liste IV est utilisée, puis il y a rotation à la liste I.
Les noms d'ouragans peuvent être retirés de la liste par suite de dommages exceptionnels mais cela se produit rarement puisque la trajectoire des systèmes dans le nord-est de l'océan Pacifique est le plus souvent au-dessus de la mer. Les derniers à avoir été retirés sont Patricia en 2015 et Manuel en 2013 alors que le précédent était Kenna en 2002. Comme pour le nord de l'océan Atlantique, l'alphabet grec (Alpha, Beta, etc.) sera utilisé si plus de 24 tempêtes se produisaient.
| Liste I (2027) | Liste II (2028) | Liste III (2029) | Liste IV (2030) | Liste V (2025) | Liste VI (2026) |
| --- | --- | --- | --- | --- | --- |
| Andres Blanca Carlos Dolores Enrique Felicia Guillermo Hilda Ignacio Jimena Kevin Linda Marty Nora Olaf Pamela Rick Sandra Terry Vivian Waldo Xina York Zelda | Agatha Blas Celia Darby Estelle Frank Georgette Howard Ivette Javier Kay Lester Madeline Newton Orlene Paine Roslyn Seymour Tina Virgil Winifred Xavier Yolanda Zeke | Adrian Beatriz Calvin Debora Eugene Fernanda Greg Hilary Irwin Jova Kenneth Lidia Max Norma Otilio Pilar Ramon Selma Todd Veronica Wiley Xina York Zelda | Aletta Bud Carlotta Daniel Emilia Fabio Gilma Hector Ileana Jake Kristy Lane Miriam Norman Olivia Paul Rosa Sergio Tara Vicente Willa Xavier Yolanda Zeke | Alvin Barbara Cosme Dalila Erick Flossie Gil Henriette Ivo Juliette Kiko Lorena Mario Narda Octave Priscilla Raymond Sonia Tico Velma Wallis Xina York Zelda | Amanda Boris Cristina Douglas Elida Fausto Genevieve Hernan Iselle Julio Karina Lowell Marie Norbert Odalys Polo Rachel Simon Trudy Vance Winnie Xavier Yolanda Zeke |

Jusqu'en 2020, lorsque la liste annuelle était épuisée, le National Hurricane Center des États-Unis utilisait les lettres de l'alphabet grec après pour les systèmes après W. Cela a porté à confusion dans certaines langues du bassin Pacifique nord-est et à sa réunion du printemps 2021, le comité sur les ouragans de l'Organisation météorologique mondiale décida de créer une liste complémentaire de noms par ordre alphabétique pour toutes les lettres de l'alphabet.
| Liste supplémentaire | - Adan - Bruno - Camelo - Daniella - Estena - Flor - Gerardo - Hedda - Izzy - Jacinta - Kenito - Luna - Marino - Nancy - Ovidio - Pia - Rey - Skylar - Toe - Violette - Wilfredo - Xinia - Yariel - Zoe |

#### Centre-nord (Ligne de changement de date à 140 ouest)
Dans le centre-nord de l'océan Pacifique, les cyclones tropicaux sont nommés par le Central Pacific Hurricane Center américain, situé à Honolulu, Hawaii. Les quatre listes vont selon l'ordre de l'alphabet hawaiien. Les noms sont utilisés l'un après l'autre jusqu'à épuisement de la liste courante puis la liste suivante est utilisée. Par exemple, le dernier cyclone de 2006 fut Ioke, retiré à cause de ses effets et sera remplacé par Iopa, et le premier de 2007 sera Kika. Ainsi les listes ne sont pas annuelles.
| Liste I                                                       | Liste II                                                         | Liste III                                                     | Liste IV                                                        |
| ------------------------------------------------------------- | ---------------------------------------------------------------- | ------------------------------------------------------------- | --------------------------------------------------------------- |
| Akoni Ema Hone Iona Keli Lala Moke Nolo Olana Pena Ulana Wale | Aka Ekeka Hene Iolana Keoni Lino Mele Nona Oliwa Pama Upana Wene | Alika Ele Huko Iopa Kika Lana Maka Neki Omeka Pewa Unala Wali | Ana Ela Halola Iune Kilo Loke Malia Niala Oho Pali Ulika Walaka |

#### Nord-ouest

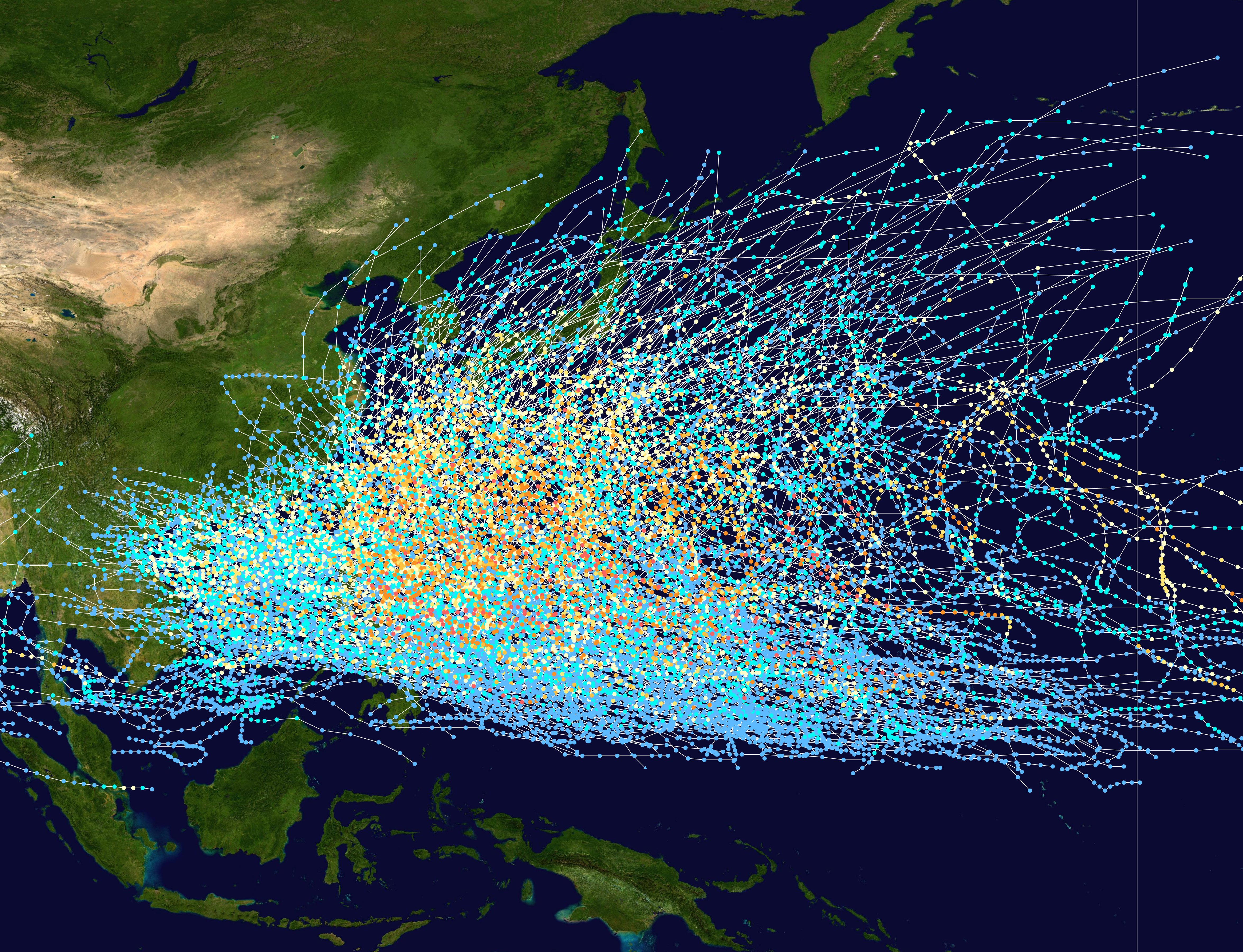
Trajectoires des typhons dans le nord-ouest de l'océan Pacifique (1980-2005).

Les cyclones dans le nord-ouest de l'océan Pacifique sont nommées par le centre des typhons de Tokyo de l'agence météorologique du Japon. Ils sont tirés des listes créées selon les recommandations des membres du comité sur les typhons de l'Organisation météorologique mondiale. Ces quatorze nations ou territoires, qui se trouvent dans le bassin du nord-ouest de l'océan Pacifique, ont soumis chacun dix noms qui ne sont pas nécessairement des prénoms et ni par ordre alphabétique. Les noms sont utilisés séquentiellement selon l'ordre alphabétique du nom du pays soumissionnaire dans la langue anglaise et non dans celui des noms eux-mêmes. Ainsi Tenbin est suivi de Bolaven car Japon est suivi de Laos.
| Nation proposante             | Noms      | Noms      | Noms      | Noms     | Noms      |
| ----------------------------- | --------- | --------- | --------- | -------- | --------- |
| Cambodge                      | Damrey    | Kong-rey  | Nakri     | Krovanh  | Trases    |
| République populaire de Chine | Haikui    | Yutu      | Fengshen  | Dujuan   | Mulan     |
| Corée du Nord                 | Kirogi    | Toraji    | Kalmaegi  | Surigae  | Meari     |
| Hong Kong                     | Yun-yeung | Man-yi    | Fung-wong | Choi-wan | Ma-on     |
| Japon                         | Koinu     | Usagi     | Kammuri   | Koguma   | Tokage    |
| Laos                          | Bolaven   | Pabuk     | Phanfone  | Champi   | Hinnamnor |
| Macao                         | Sanba     | Wutip     | Vongfong  | In-fa    | Muifa     |
| Malaisie                      | Jelawat   | Sepat     | Nuri      | Cempaka  | Merbok    |
| États fédérés de Micronésie   | Ewiniar   | Mun       | Sinlaku   | Nepartak | Nanmadol  |
| Philippines                   | Maliksi   | Danas     | Hagupit   | Lupit    | Talas     |
| Corée du Sud                  | Kaemi     | Nari      | Jangmi    | Mirinae  | Noru      |
| Thaïlande                     | Prapiroon | Wipha     | Mekkhala  | Nida     | Kulap     |
| États-Unis                    | Maria     | Francisco | Higos     | Omais    | Roke      |
| Vietnam                       | Son-Tinh  | Lekima    | Bavi      | Conson   | Sonca     |
| Cambodge                      | Bopha     | Krosa     | Maysak    | Chanthu  | Nesat     |
| République populaire de Chine | Wukong    | Bailu     | Haishen   | Dianmu   | Haitang   |
| Corée du Nord                 | Jongdari  | Podul     | Noul      | Mindulle | Nalgae    |
| Hong Kong                     | Shanshan  | Lingling  | Dolphin   | Lionrock | Banyan    |
| Japon                         | Yagi      | Kajiki    | Kujira    | Kompasu  | Yamaneko  |
| Laos                          | Leepi     | Faxai     | Chan-hom  | Namtheun | Pakhar    |
| Macao                         | Bebinca   | Peipah    | Linfa     | Malou    | Sanvu     |
| Malaisie                      | Pulasan   | Tapah     | Nangka    | Nyatoh   | Mawar     |
| États fédérés de Micronésie   | Soulik    | Mitag     | Saudel    | Rai      | Guchol    |
| Philippines                   | Cimaron   | Hagibis   | Molave    | Malakas  | Talim     |
| Corée du Sud                  | Chebi     | Noguri    | Goni      | Megi     | Doksuri   |
| Thaïlande                     | Krathon   | Bualoi    | Atsani    | Chaba    | Khanun    |
| États-Unis                    | Barijat   | Matmo     | Etau      | Aere     | Lan       |
| Vietnam                       | Trami     | Halong    | Vamco     | Songda   | Saola     |

#### Philippines
L'Administration des services atmosphériques, géophysiques et astronomiques des Philippines(PAGASA) utilise ses propres listes pour nommer les dépressions, tempêtes et cyclones tropicaux à l'intérieur de sa zone de responsabilité. Ces noms sont utilisés en parallèle avec ceux du comité de l'OMM mentionné précédemment. Il y a quatre listes utilisées en rotation annuelle. Si le nombre de typhons à se produire est supérieur au nombre de noms sur la liste pour une année, les noms suivants sont pris d'une liste auxiliaire. L'ordre d'utilisation a recommencé à la liste I en 2005.
| Liste I | Liste II | Liste III | Liste IV |
| --- | --- | --- | --- |
| Auring Bising Crising Dante Emong Feria Gorio Huaning Isang Jolina Kiko Labuyo Maring Nando Ondoy Pepeng Quedan Ramil Santi Tino Urduja Vinta Wilma Yolanda Zoraida | Agaton Basyang Caloy Domeng Ester Florita Gloria Henry Inday Juan Katring Luis Milenyo Neneng Ompong Paeng Queenie Reming Seniang Tomas Usman Venus Waldo Yayang Zeny | Amang Bebeng Chedeng Dodong Egay Falcon Goring Hanna Ineng Juaning Kabayan Lando Mina Nonoy Onyok Pedring Quiel Ramon Sendong Tisoy Ursula Viring Weng Yoyoy Zigzag | Ambo Butchoy Cosme Dindo Enteng Frank Gener Helen Igme Julian Karen Lawin Marce Nina Ofel Pablo Quinta Rolly Siony Tonyo Unding Violeta Winnie Yoyong Zosimo |
| Auxiliaires | | | |
| Alamid Bruno Conching Dolor Ernie Florante Gerardo Hernan Isko Jerome                                                                                               | Agila Bagwis Chito Diego Elena Felino Gunding Harriet Indang Jessa | Abe Berto Charo Dado Estoy Felion Gening Herman Irma Jaime | Alakdan Baldo Clara Dencio Estong Felipe Gardo Heling Ismael Julio                                                                                           |

### Océan Indien

#### Nord

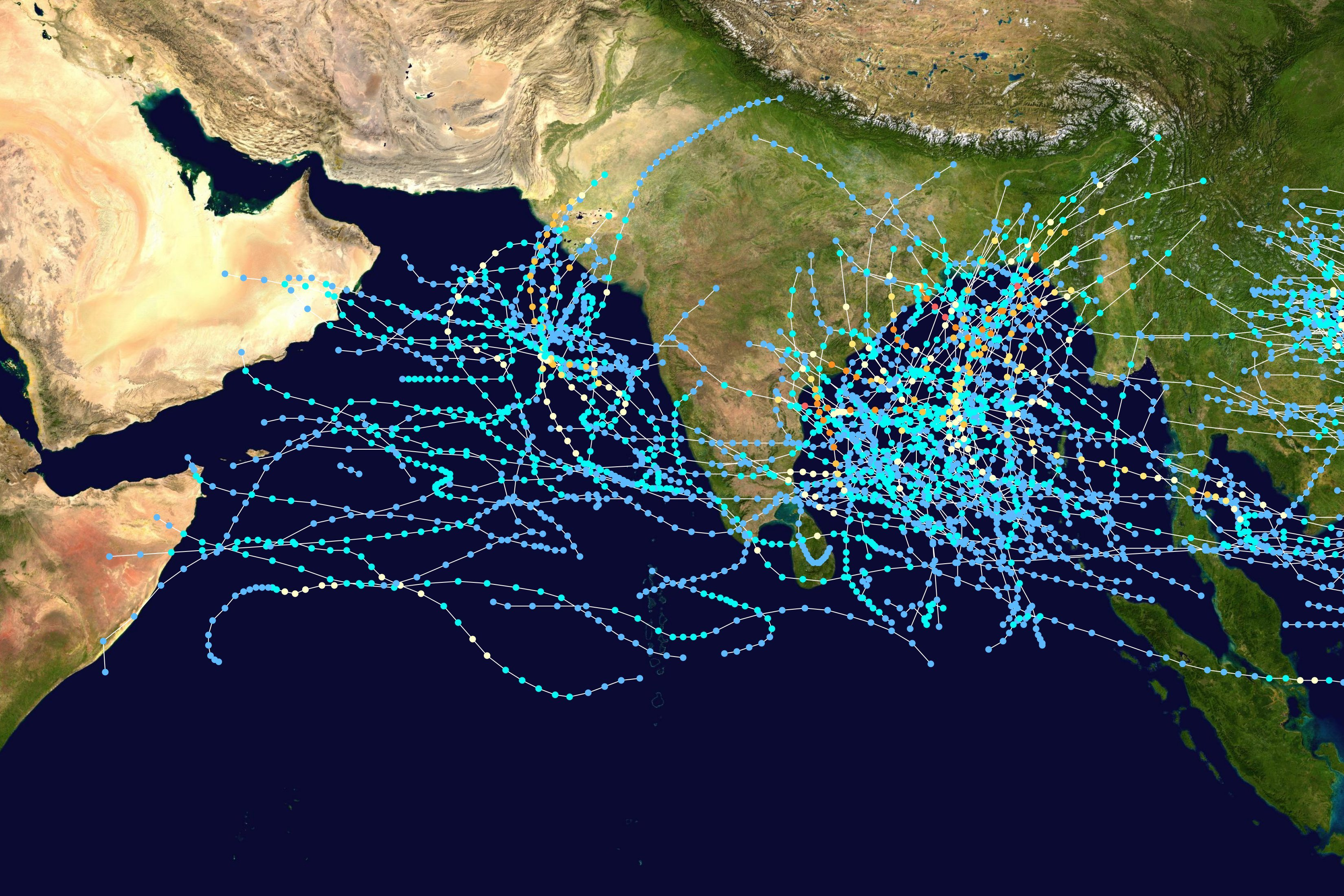
Trajectoires des cyclones dans le nord de l'océan Indien (1980-2005)

Les noms seront utilisés séquentiellement sans répétition. Voici la liste actuelle :
| Pays proposant                                                     | Liste I                                       | Liste II                                        | Liste III                                    | Liste IV                                         | Liste V                                             | Liste VI                                       | Liste VII                                      | Liste VIII                                    |
| ------------------------------------------------------------------ | --------------------------------------------- | ----------------------------------------------- | -------------------------------------------- | ------------------------------------------------ | --------------------------------------------------- | ---------------------------------------------- | ---------------------------------------------- | --------------------------------------------- |
| Bangladesh Inde Maldives Myanmar Oman Pakistan Sri Lanka Thaïlande | Onil Agni Hibaru Pyarr Baaz Fanoos Mala Mukda | Ogni Akash Gonu Yemyin Sidr Nargis Abe Khai-Muk | Nisha Bijli Aila Phyan Ward Laila Bandu Phet | Giri Jal Keila Thane Mujan Nilan Mahasen Phailin | Helen Leher Madi Na-nauk Hudhud Nilofar Priya Komen | Chapala Megh Vaali Kyant Nada Vardah Sama Mora | Ockhi Sagar Baazu Daye Luban Titli Das Phethai | Fani Vayu Hikaa Kyarr Maha Bulbul Soba Amphan |

#### Sud-ouest

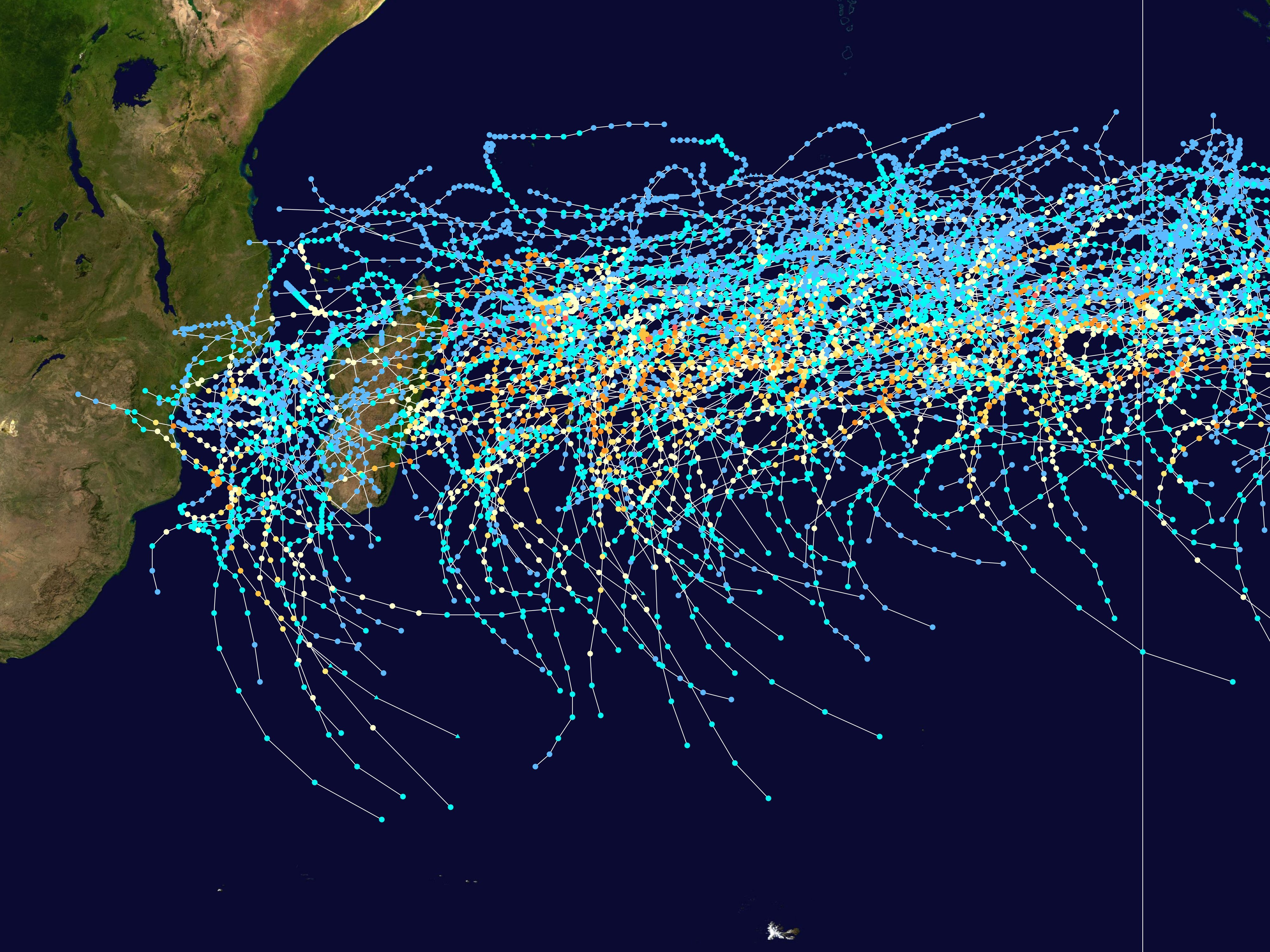
Trajectoire des cyclones dans le sud-ouest de l'océan Indien (1980-2005)

Le centre météorologique régional spécialisé cyclones de La Réunion donne les noms aux cyclones qui se forment ou entrent dans l'océan Indien à l'ouest des 90 degrés Est et au sud de l'Équateur. Sur cette zone, les systèmes tropicaux sont baptisés à partir du stade de Tempête Tropicale Modérée (T.T.M. avec un vent maxi à 10 mètres sur 10 minutes > 33 kt - Coup de vent, 8 Beaufort). Jusqu'en 2013, les cyclones qui provenaient de la zone australienne recevaient un nouveau nom en entrant dans ce secteur. Depuis la saison 2013-2014, les systèmes tropicaux déjà baptisés dans la zone voisine, gardent ce nom au passage du 90 Est.
Les listes de noms sont alphabétiques et faites de prénoms de façon similaire à celle de l'Atlantique nord et du Pacific Est mais la période de validité n'est pas annuelle à cause de la saison australe des cyclones tropicaux. Elle va donc du 1er juillet d'une année au 30 juin de l'année suivante. Les listes sont refaites après quelques années et ne sont pas cycliques comme celles précitées. Jusqu'à la saison 1999-2000, les prénoms étaient tous féminins, depuis ils sont mixtes
La sélection des prénoms dans les années 1980-90 se faisait à tour de rôle pour plusieurs années par un des pays du bassin. Depuis la saison 2000-2001, les prénoms sont issus des différents pays membres du Comité des Cyclones Tropicaux du Sud-Ouest de l'Océan Indien, qui comprend 15 pays membres, lors de la réunion à tous les deux ans du Comité. Depuis 2016, la liste se répète à chaque trois ans, seuls les noms utilisés au cours d'une année sont changés quand la même liste revient.
| 2005-2006 | 2006-2007 | 2007-2008 | 2008-2009 | 2009-2010 | 2010-2011 | 2011-2012 | 2012-2013 | 2013-2014 | 2014-2015 | 2015-2016 | 2016-2017 | 2017-2018 | 2018-2019 | 2019-2020 |
| --- | --- | --- | --- | --- | --- | --- | --- | --- | --- | --- | --- | --- | --- | --- |
| Alvin Boloetse Carina Diwa Elia Farda Guduza Helio Isabella Jaone Kundai Lindsay Marinda Nadety Otile Pindile Quincy Rugare Sebina Timba Usta Velo Wilby Xanda Yuri Zoelle | Anita Bondo Clovis Dora Enok Favio Gamede Humba Indlada Jaya Katse Lisebo Magoma Newa Olipa Panda Quincy Rabeca Shyra Tsholo Unokubi Vuyane Warura Xylo Yone Zouleha | Ariel Bongwe Celina Dama Elnus Fame Gula Hondo Ivan Jokwe Kamba Lola Marabe Nungu Ofelia Pulane Qoli Rossana Sama Tuma Uzale Vongai Warona Xina Yamba Zefa | Asma Bernard Cinda Dongo Eric Fanele Gael Hina Izilda Jade Kago Lisebo Magoma Newa Owami Pulane Qoli Rute Sama Tsholo Uzale Vimbai Wada Xylo Yamba Zita | Anja Bongani Cleo David Edzani Fami Gelane Hubert Imani Joel Kanja Lunda Mohono Nigel Olympe Pamela Quentin Rahim Savana Themba Uyapo Viviane Walter Xangy Yemurai Zanele | Abele Bingiza Cherono Dalilou Elvire Francis Giladi Haingo Igor Jani Khabonina Lumbo Maina Naledi Onani Paulette Qiloane Rafael Stella Tari Unjaty Vita Willy Ximene Yasmine Zama | Alenga Benilde Chanda Dando Ethel Funso Giovanna Hilwa Irina Joni Kuena Lesego Michel Noyana Olivier Pokera Quincy Rebaone Salama Tristan Ursula Violet Wilson Xavier Yekela Zania | Anais Boldwin Claudia Dumile Emang Felleng Gino Haruna Imelda Jamala Kachay Luciano Mariam Njazi Onias Pelagie Quiliro Richard Solani Tamim Urilia Vuyane Wagner Xusa Yarona Zacarias | Amara BRUCE Bejisa Colin Deliwe Edilson Fobane Guito Hellen Ivanoe Jirani Katundu Letso Mirana Naserian Opang Paya Querida Romane Singano Taurus Unani Vuma Wamil Xolile Yasmine Zamile | Adjali KATE Bansi Chedza Diamondra Eunice Fundi Glenda Haliba Ikola Joalane Kesha Lugenda Mahara Nathan Oscar Puleng Quenelle Rosaline Sitara Tarik Umali Vuntu Wezi Xolani Yolande Zita | Annabelle Bohale Corentin Daya URIAH Emeraude Fantala Gao Hassina Inacio Juma Ketiwe Lalelani Moabi Naima Octave Piera Quizito Richard Sofia Tatiana Umboni Vela Wayne Xaba Yazid Zenani | Abela Bransby Carlos Dineo Enawo Fernando Gabekile Herold Irondro Jeruto Kundai Lisebo Michel Nousra Olivier Pokera Quincy Rebaone Salama Tristan Ursula Violet Wilson Xila Yekela Zaina | Ava IRVING Berguita Cebile Dumazile Eliakim Fakir FLAMBOYAN Guambe Habana Iman Jobo Kanga Ludzi Melina Natnan Onias Pelagie Quamar Rita Solani Tarik Urilia Vuyane Wagner Xusa Yarona Zacarias | Alcide Bouchra KENANGA Cilida Desmond Eketsang Funani Gelena Haleh Idai SAVANNAH Joaninha Kenneth Lorna Maipelo Njazi Oscar Pamela Quentin Rajab Savana Themba Uyapo Viviane Walter Xangy Yemurai Zanele | Ambali Belna Calvinia Diane Esami Francisco Gabekile Herold Irondro Jeruto Kundai Lisebo Michel Nousra Olivier Pokera Quincy Rebaone Salama Tristan Ursula Violet Wilson Xila Yekela Zaina |

| 2020-21 | 2021-22 | 2022-23 | 2023-24 | 2024-25 | 2025-26 |
| --- | --- | --- | --- | --- | --- |
| Alicia Bongoyo Chalane Danilo Eloise Faraji Guambe MARIAN Habana Iman Jobo Kanga Ludzi Melina Nathan Onias Pelagie Quamar Rita Solani Tarik Urilia Vuyane Wagner Xusa Yarona Zacarias | Ana Batsirai Cliff Dumako Emnati Fezile VERNON Gombe Halima Issa Jasmine Karim Letlama Maipelo Njazi Oscar Pamela Quentin Rajab Savana Themba Uyapo Viviane Walter Xangy Yemurai Zanele | Ashley Balita DARIAN Cheneso Dingani FREDDY Enala Fabien Gezani Horacio Indusa Juluka Kundai Lisebo Michel Nousra Olivier Pokera Quincy Rebaone Salama Tristan Ursula Violet Wilson Xila Yekela Zaina | Alvaro Belal Candice ANGGREEK Djoungou Eleanor Filipo Gamane Hidaya Ialy Jeremy Kanga Ludzi Melina Nathan Onias Pelagie Quamar Rita Solani Tarik Urilia Vuyane Wagner Xusa Yarona Zacarias | Ancha Bheki Chido Dikeledi Elvis Faida VINCE TALIAH Garance Honde Ivone Jude COURTNEY Kanto Letlama Maipelo Njazi Oscar Pamela Quentin Rajab Savana Themba Uyapo Viviane Walter Xangy Yemurai Zanele | Awo Blossom Chenge Dudzai Ewetse Fytia Gezani Horacio Indusa Juluka Kundai Lisebo Michel Nousra Olivier Pokera Quincy Rebaone Salama Tristan Ursula Violet Wilson Xila Yekela Zaina |

#### Australie

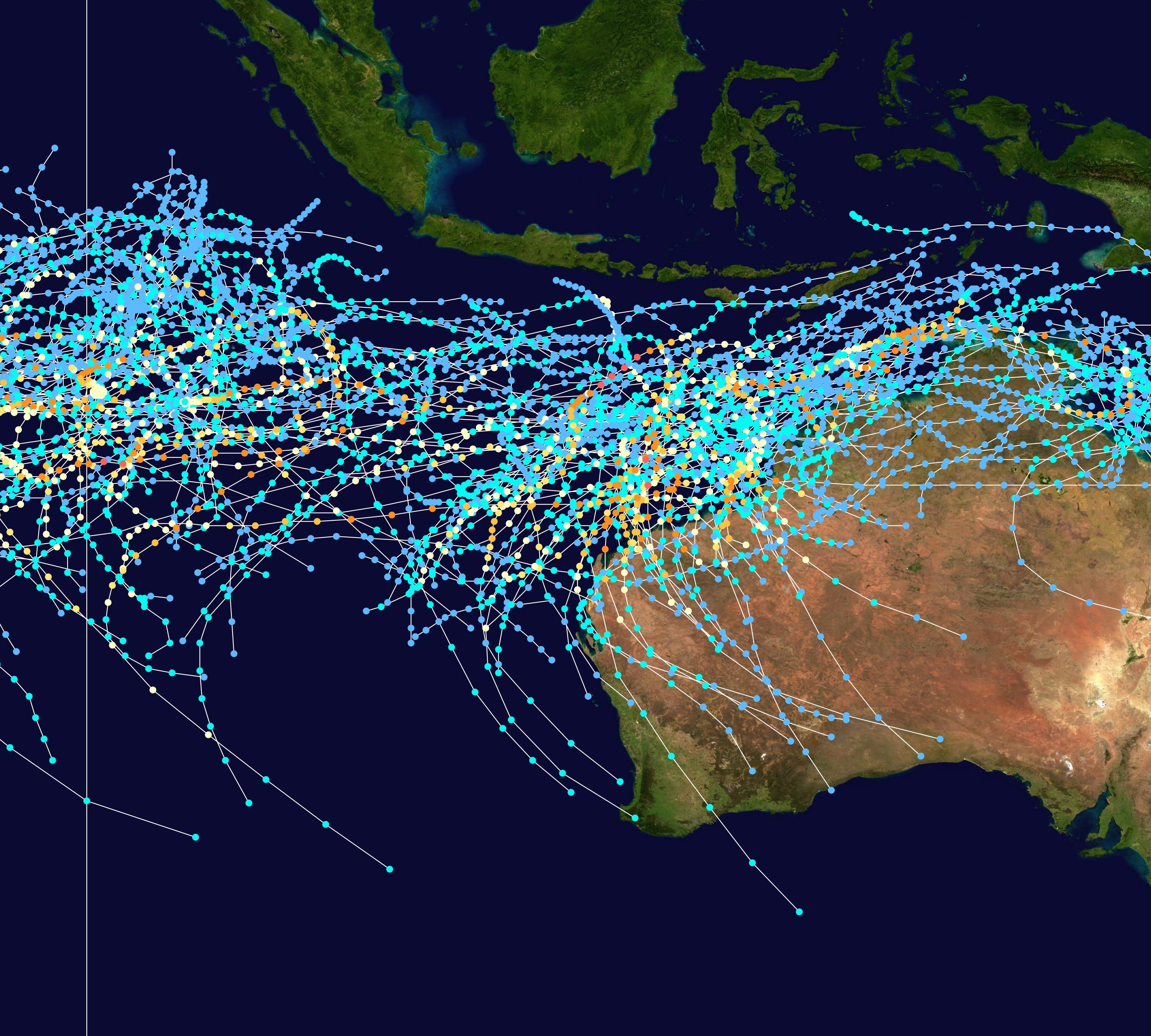
Trajectoires des cyclones dans le sud-est de l'océan Indien (1980-2005).

Le Bureau of Meteorology australien (BOM) donnait des noms différents selon la côte où ils se produisaient jusqu'à la saison 2007-2008. Depuis le début de la saison 2008-2009, il n'y a plus qu'une liste pour les trois zones de responsabilité du BOM. La liste est forme de 104 noms qui alternent entre des noms masculins et féminins. Les noms sont utilisés séquentiellement dans la liste, quelles que soient la côte et l'année.
Les cyclones provenant de la zone de responsabilité d'autres centres régionaux de prévision des cyclones tropicaux de l'OMM, comme Fidji, gardent le nom donné par ce centre quand ils entrent dans la région australienne. Afin de ne pas avoir deux cyclones ayant des noms rapprochés (comme June et Jane), le BOM peut sauter un nom dans la liste pour nommer le second. Les cyclones qui passent d'une côte à l'autre gardent leur nom même s'ils perdent temporairement leur cohésion en passant sur terre. Finalement, le nom des cyclones ayant causé des dommages hors de l'ordinaire seront retirés et leur position dans la liste sera prise par un nouveau nom de même genre. Lorsqu'un cyclone cause des dégâts importants et des pertes en vies, son nom est définitivement retiré des listes. Un nom du même sexe et de la même première lettre est soumis pour approbation et remplace ensuite le nom retiré.
| Anika     | Alfred   | Alessia   | Anthony  | Ann       |
| Billy     | Bianca   | Bruce     | Blanche  | Blake     |
| Charlotte | Courtney | Catherine | Caleb    | Claudia   |
| Darian    | Dianne   | Dylan     | Dara     | Declan    |
| Ellie     | Errol    | Edna      | Ernie    | Esther    |
| Freddy    | Fina     | Fletcher  | Frances  | Ferdinand |
| Gemm      | Grant    | Gillian   | Greg     | Gretel    |
| Herman    | Hayley   | Hadi      | Hilda    | Heath     |
| Isabella  | Iggy     | Ivana     | Irving   | Imogen    |
| Julian    | Jenna    | Jack      | Joyce    | Joshua    |
| Kima      | Koji     | Kate      | Kelvin   | Kimi      |
| Lincoln   | Luana    | Laszlo    | Linda    | Lucas     |
| Merryn    | Mitchell | Mingzhu   | Marco    | Marian    |
| Neville   | Narelle  | Nathan    | Nora     | Niran     |
| Olga      | Oran     | Oriana    | Owen     | Odette    |
| Paul      | Peta     | Quang     | Penny    | Paddy     |
| Robyn     | Riordan  | Raquel    | Riley    | Ruby      |
| Sean      | Sandra   | Stan      | Savannah | Stafford  |
| Taliah    | Tim      | Tatiana   | Trung    | Tiffany   |
| Vince     | Victoria | Uriah     | Verity   | Vernon    |
| Zelia     | Zane     | Yvette    | Wallace  |           |

### Pacifique sud

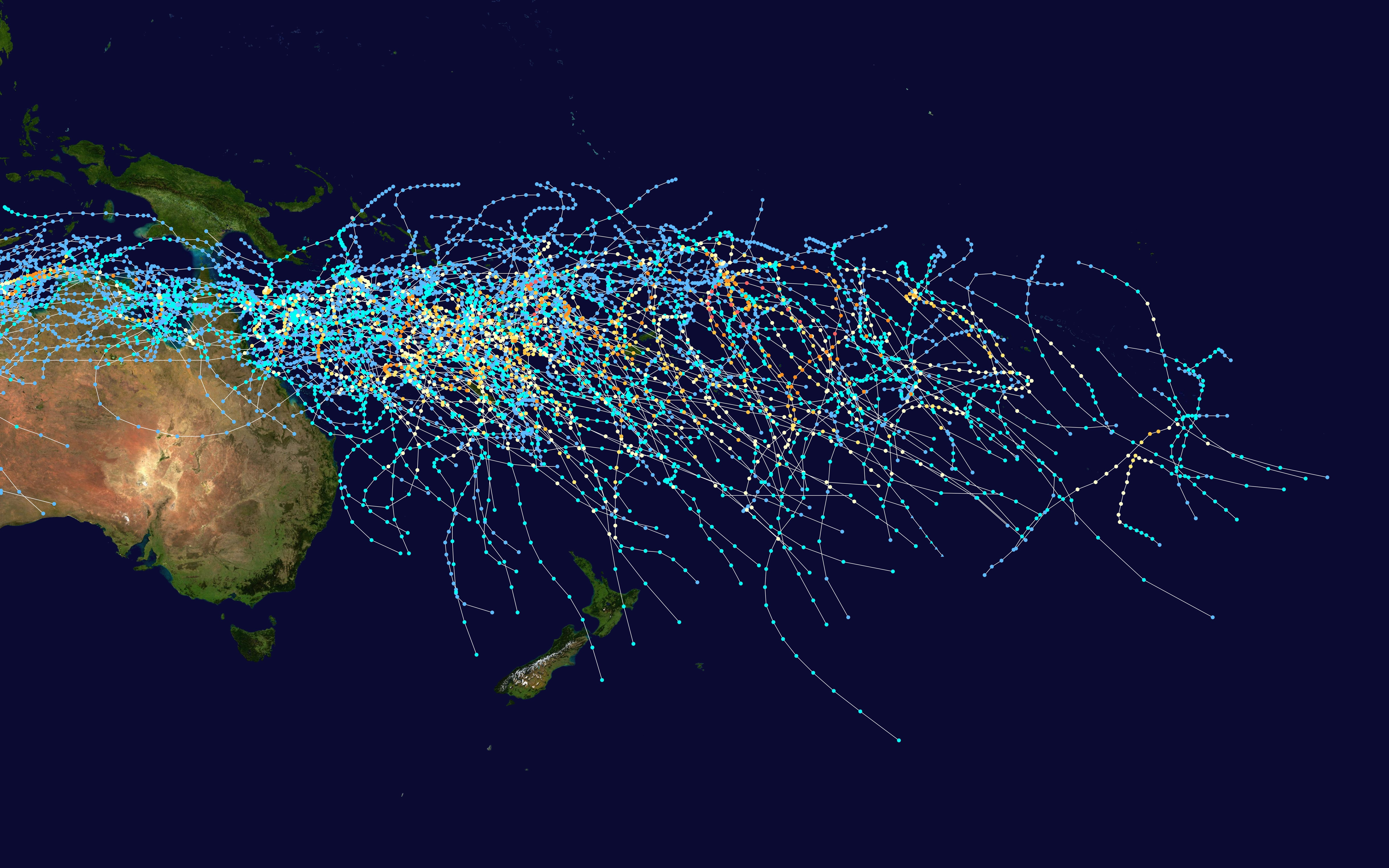
Trajectoires des cyclones dans le sud de l'océan Pacifique (1980-2005).

#### Fidji
Les noms choisis pour les cyclones tropicaux de l'océan Pacifique passant dans le secteur des Îles Fidji (du 160°E à 120°O au sud de l'Équateur) se retrouvent sur quatre listes utilisées en rotation (A, B, C et D). Les noms dans une liste sont utilisés séquentiellement de A à Z, ce qui peut s'étendre sur plusieurs années, avant de passer à la suivante. Une liste E est utilisée pour le remplacement de noms retirés.
| Liste A | Liste B | Liste C | Liste D | Liste E (auxiliaire) |
| --- | --- | --- | --- | --- |
| Ami Bina Cody Dovi Eva Fili Gina Hagar Irene Judy Kerry Lola Meena Nancy Olaf Percy Rae Sheila Tam Urmil Vaianu Wati Xavier Yani Zita | Arthur Becky Cliff Daman Elisa Funa Gene Hettie Innis Joni Ken Lin Mick Nisha Oli Pat Rene Sarah Tomas Usha Vania Wilma — Yasi Zaka | Atu Bune Cyril Daphne Evan Freda Garry Haley Ian June Koko Lusi Mike Nute Odile Pam Reuben Solo Tuni Ula Victor Winston — Yalo Zena | Amos Bart Colin Donna Ella Frank Gita Hali Iris Jo Kala Leo Mona Neil Oma Pami Rita Sarai Tino Uka Vicky Wiki — Yolande Zazu | Alvin Bela Chip Denia Eden Fotu Glen Hart Isa Julie Kevin Louise Mal Nat Olo Pita Rex Suki Troy ? Vanessa Wano — Yvonne Zidane |

#### Papouasie-Nouvelle-Guinée
Pour les cyclones de l'océan Pacifique passant par la Papouasie-Nouvelle-Guinée (du 140°E au 160°E, au nord du 10°S), la liste A est utilisée séquentiellement depuis 2005. On recommence au début de la liste chaque année mais si le nombre de cyclones dépasse le nombre de noms de cette liste, on passe à la liste B par souci de suivre l'ordre alphabétique.
| Liste A                                    | Liste B                                     |
| ------------------------------------------ | ------------------------------------------- |
| Alu Buri Dodo Emau Fere Hibu Ila Kama Lobu | Maila Obaha Paia Ranu Sabi Tau Ume Vali Wau |